# 289 г. пр.н.е.
289 (двеста осемдесет и девета) година преди новата ера (пр.н.е.) е година от доюлианския (Помпилийски) римски календар.

## Събития

### В Гърция
- Цар Пир побеждава войска на цар Деметрий I Полиоркет, предвождана от неговия военачалник Пантаух (Pantauchos) в Етолия.[1]

### В Римската република
- Консули са Марк Валерий Максим Корвин (за II път) и Квинт Цедиций Ноктуа (за II път).
- Основана е латинската колония Хадрия.[2]

### В Сицилия
- Умира владетелят на Сиракуза Агатокъл.[3]

## Починали
- Агатокъл, тиран на Сиракуза (роден 361 г. пр.н.е.)